# 팜 아일랜드

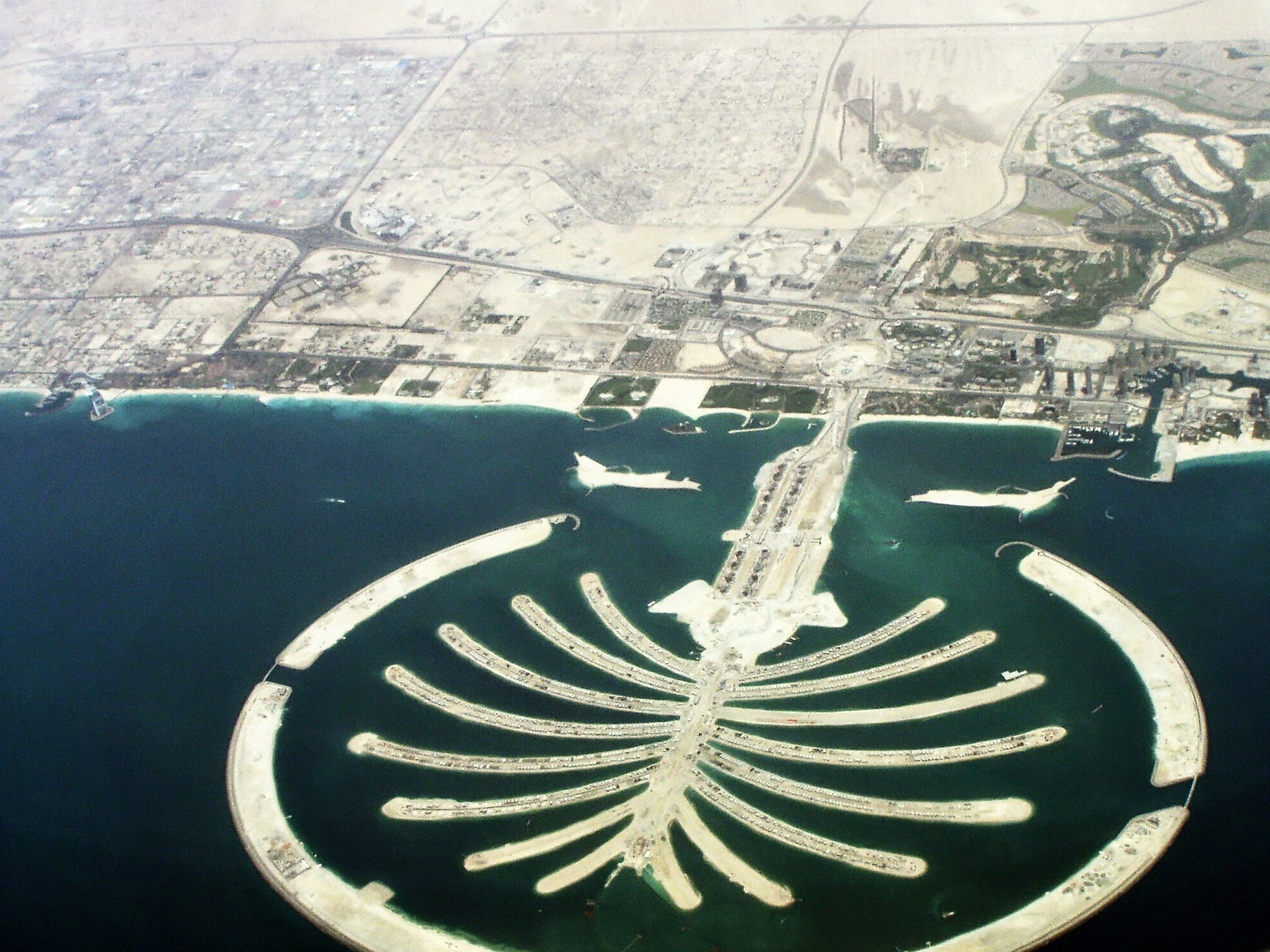
팜 주메이라

팜 아일랜드(영어: Palm Islands)는 두바이에서 만들고 있는 인공 섬들로 야자나무 모양을 본뜬 세개의 섬(팜 제벨알리, 팜 주메이라, 팜 데이라)로 이루어져 있다. 팜 주메이라에는 개인 주택이 세워질 예정이며 팜 제벨알리 옆에서 만들고 있는 인공 섬 워터프런트는 맨해튼을 능가하는 규모로, 부르즈 칼리파를 능가하는 알 부르즈 건물이 세워질 예정이다. 2011년 11월까지, 팜 주메이라만 완성되었다.

## 같이 보기
- 더 월드